# Tham Pflug
Tham Pflug, zeitgenössisch auch Tham Plugk, († 1596) war ein kursächsischer Politiker aus der Familie Pflug.
Er war spätestens ab 1577 bis 1579 Oberaufseher der Grafschaft Mansfeld. Dieses Amt übernahm er von Benno Pflug. Er besaß zunächst das Gut Mutzschen, übernahm später noch weitere Besitzungen.
| Personendaten    | Personendaten            |
| ---------------- | ------------------------ |
| NAME             | Pflug, Tham              |
| ALTERNATIVNAMEN  | Pflugk, Tham             |
| KURZBESCHREIBUNG | kursächsischer Politiker |
| GEBURTSDATUM     | 16. Jahrhundert          |
| STERBEDATUM      | 1596                     |